# Jessica Stockholder
Jessica Stockholder, née en 1959 à Seattle, est une artiste canado-américaine connue pour ses œuvres d'installation et ses sculptures in situ souvent décrites comme des « peintures dans l'espace »,,.
Elle s'est fait connaître au début des années 1990 avec des œuvres monumentales qui remettaient en question les frontières entre l'œuvre d'art et l'environnement d'exposition, ainsi qu'entre l'expérience picturale et physique,,.

## Biographie
Née en 1959 à Seattle, Stockholder a grandi à Vancouver, au Canada, où ses parents, Fred et Kay Stockholder, étaient professeurs d'anglais à l'université de la Colombie-Britannique. Ses parents, Fred et Kay Stockholder, étaient professeurs d'anglais à l'université de Colombie-Britannique. Adolescente, elle prend des cours particuliers de dessin avec le sculpteur Mowry Baden, un ami de son père avec lequel elle étudiera plus tard à l'université de Victoria (BFA, 1982). Son travail de licence se concentre sur la peinture, mais explore des approches non traditionnelles au-delà du cadre de l'image, impliquant des objets, des limites et une architecture qui restent au cœur de son art. Une de ses premières œuvres, souvent citée, Installation in My Father's Backyard (1983), par exemple, intègre des objets peints fixés ou adjacents au garage de son père, notamment un matelas double, une porte d'armoire, un rouleau de grillage à poules et une parcelle rectangulaire d'herbe peinte.
En 1983, Stockholder s'inscrit à l'université Yale où elle étudie avec Judy Pfaff, Jake Berthot, Mel Bochner et Ursula von Rydingsvard, entre autres, et obtient une maîtrise en beaux-arts en 1985. Son travail à Yale est souvent éphémère et ambigu en ce qui concerne les limites entre l'œuvre d'art et l'architecture. Ses sculptures Kissing the Wall (1987-1990) ont poursuivi cette approche avec des objets autonomes, engageant des espaces intermédiaires entre le mur et l'œuvre d'art avec des miroirs et des lampes attachées qui projettent une lumière colorée sur les murs et les structures. Après avoir obtenu son diplôme, Stockholder s'installe à Brooklyn. À la fin des années 1980, elle est reconnue grâce à des expositions organisées par PS1, Mercer Union (Toronto), The Mattress Factory (Pittsburgh) et, peu après, American Fine Arts (New York), Le Consortium (France), le Whitney Museum of American Art (y compris la Biennale de 1991) et Renaissance Society (Chicago), entre autres.
Elle réside à l'Atelier Calder à Saché d'avril 1997 à octobre1997,.